# GSC6544-2725
GSC6544-2725 — хімічно пекулярна зоря спектрального класу A5, що має видиму зоряну величину в смузі V приблизно 10,2.

## Пекулярний хімічний склад
Зоряна атмосфера GSC6544-2725 має підвищений вміст 
Eu
.